# Кантагалу (Парана)
Кантагалу (порт. Cantagalo) — муниципалитет в Бразилии, входит в штат Парана. Составная часть мезорегиона Юго-центральная часть штата Парана. Входит в экономико-статистический микрорегион Гуарапуава. Население составляет 13 128 человек на 2006 год. Занимает площадь 583,539 км². Плотность населения — 22,5 чел./км².

## Статистика
- Валовой внутренний продукт на 2003 год составляет 69 435 926,00 реалов (данные: Бразильский институт географии и статистики).
- Валовой внутренний продукт на душу населения на 2003 год составляет 5348,63 реалов (данные: Бразильский институт географии и статистики).
- Индекс развития человеческого потенциала на 2000 год составляет 0,686 (данные: Программа развития ООН).